# Thoracochaeta cercalis
Thoracochaeta cercalis är en tvåvingeart som beskrevs av Rohacek och Marshall 2000. Thoracochaeta cercalis ingår i släktet Thoracochaeta och familjen hoppflugor. Inga underarter finns listade i Catalogue of Life.